# Зулејха отвара очи
Зулејха отвара очи (рус. Зулейха открывает глаза) је роман из 2015. године, савремене руске књижевнице Гузељ Јахине (рус. Гузель Яхина). Српско издање је објавила издавачка кућа "Самиздат Б92" из Београда 2016. године у преводу Радмиле Мечанин.

## О писцу
Гузељ Јахина, рођена 1977. године руска је књижевница и редитељка татарског порекла. Дипломирала је на факултету за стане језике Казањског државно-педагошког института и докторирала на Факултету за сценарио Московске академије за филм.

## О књизи
Роман Зулејха отвара очи је прича о љубави и опстанку у време уништавања татарских кулака и њиховом расељавању у Совјетском Савезу тридесетих година 20. века.
Роман Зулејха отвара очи је дебитантски роман Гузељ Јахине.

## Радња
Роман почиње описом младе, сеоске жене удате врло рано, која је васпитана да буде више слушкиња него супруга, у кући где покушава да опстане између суровог мужа и пакосне свекрве. Њен труд да испуни очекивања околине и истрпи злокобну судбину, бивају згажена.
У татарском селу Јулбашу у зиму 1930. године Зулејхиног мужа убијају комунисти под оптужбом да је кулак, а она бива прогнана у непознато. Након дугог путовања у Сибир, Зулејхин се живот мења из темеља, а сва дотад научена правила губе на важности. Присиљена је да се са осталим пресељеницима прилагоди суровим животним условима тајге уз обалу реке Ангаре. 
Зулејхин одлазак у прогонство ће изгледати као спас у односу на пређашњи живот и радни логор у Сибиру постаће место где ће по први пут осетити љубав мушкарца, где ће подићи сина, где ће остати.

## Награде
Роман Зулејха отвори очи проглашен је за најбоље прозно дело на Међународном сајму књига у Москви 2015. године. Роман је добио најважнију руску књижевну награду "Велика књига" и награду "Јасна Пољана" 2015. године. Био је номинован и за руску "Букерову" награду 2015. године, као и за Европску награду за књижевност 2018. године.